# Complex GET

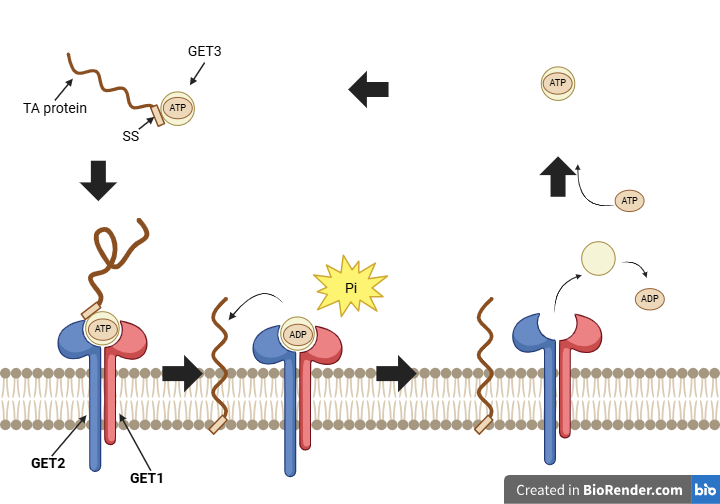
Mecanisme d'acció del complex GET.

El complex GET (Guided entry of tail-anchored protein) és un grup de proteïnes (Get1, Get2 i Get3) que actuen en conjunt per facilitar la inserció de proteïnes d'ancoratge per la cua a la membrana del reticle endoplasmàtic (RE). Ho fa reconeixent la seqüència senyal (SS), que es troba a l'extrem C-terminal d'aquestes proteïnes, per, tot seguit, fer la translocació post-traduccional (posterior a la síntesi proteica).
Les proteïnes ancorades per la cua es caracteritzen per tenir una regió amb una estructura hèlix α hidrofòbica a l'extrem C-Terminal. Quan el complex GET ha acabat d'actuar, aquesta regió queda travessant la membrana, fent de punt d'ancoratge al RE. D'aquí d'on surt el nom d'aquest grup de proteïnes.

## Localització

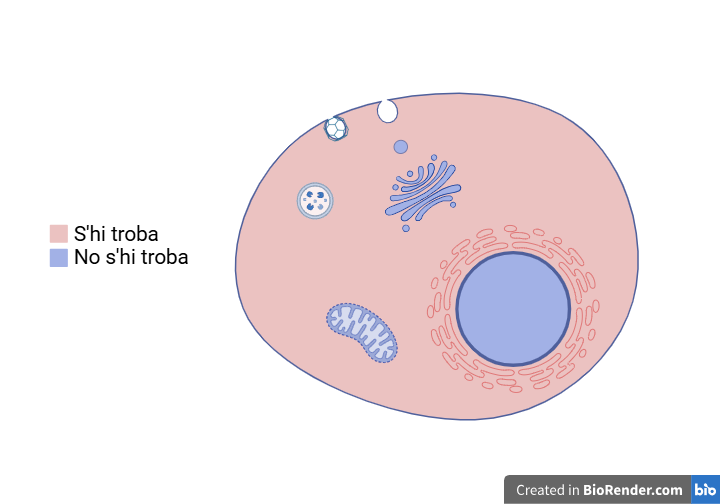
Representació dels diferents orgànuls d'una cèl·lula pintats de diferent color segons si s'hi pot trobar alguna de les proteïnes del complex GET.

El complex GET està format per tres subunitats. Dues d'elles (Get1 i Get2), es troben ancorades a la membrana del RE, i la tercera (Get3), lliure pel citosol.
D'aquesta manera, poden dur a terme la seva funció, recaptar amb Get3 les proteïnes del citosol i ancorar-les a la membrana del RE amb l'ajuda de Get1 i Get2.

## Estructura

#### Get1 (o WBR)
La proteïna Get1 es troba integrada a la membrana del RE. Hi ha diverses propostes sobre la seva estructura.
La més acceptada és que està formada per tres hèlix α hidrofòbiques, que fan de domini transmembrana (TMD), i tres fragments hidròfils, dos els quals fan de pont (o loop) entre els TMD. El primer loop (de l'aminoàcid 19 al 104) es troba al citosol i conforma el domini d'interacció amb la Get3.
En cas que aquesta proposta fos certa, l'extrem N-terminal de la proteïna apuntaria cap al lumen i el C-terminal cap al citosol. Tanmateix, altres estudis conclouen que Get1 pot estar format per quatre TMD, disposant-se tant l'extrem N-terminal com l'extrem C-terminal de cara al lumen del RE.

#### Get2 (o CAMLG)
La proteïna Get2 també és una proteïna integral de membrana i presenta tres TMD amb estructura hèlix α hidrofòbica.
Té l'extrem N-terminal al citoplasma i el C-terminal al lumen. Presenta un primer domini citosòlic (de l'aminoàcid 1 al 151) amb una forma molt variable, a excepció dels primers 35  aminoàcids, els encarregats d'interaccionar amb la Get3, que no canvien mai d'estructura.

#### Get3 (o TRC40)
La proteïna Get3 està formada per dues subunitats idèntiques, unides per un ió de zinc (Zn2+). Cada subunitat conté:
- Un domini d’unió entre nucleòtids (NBD). Conté una cisteïna, que té un grup tiol que s'atrau amb el Zn2+.
- Un P-loop i un A-loop. Són les zones encarregades d’unir-se a l'ATP. Contenen glicina, que s'uneix a magnesi (Mg2+) per provocar una atracció iònica amb els grups fosfat de l'ATP (carregats negativament).
- Un domini d’unió a la SS de la proteïna ancorada per la cua (TABD, de l'anglès TA Binding Domain). Aquest domini està enriquit amb metionines i presenta moltes hèlix α.[4]

La Get3 pot estar en forma oberta o tancada. En forma oberta té afinitat per la SS, i en forma tancada no. Es troba en forma oberta quan està en la forma apo (proteïna sense cofactor) o en absència de Mg2+ unit a nucleòtids. En la forma oberta, els subdominis α helicoidals interaccionen entre si. Resultat d'aquesta interacció és una butxaca hidrofòbica a la qual s'unirà la regió transmembrana de la proteïna ancorada per la cua. En canvi, quan el Mg2+ es troba unit a nucleòtids, la Get3 agafa la conformació tancada, perdent afinitat per la proteïna ancorada per la cua.

## Mecanisme d'acció
El mecanisme d'acció del complex GET s'inicia al citosol, quan una ATP s'uneix a la Get3. Això, li dona l'habilitat de passar d'estat obert a tancat. Quan entra en contacte amb la regió hidrofòbica d'una proteïna ancorada per la cua, fa el canvi de forma i l'atrapa.
Aleshores, la unió es dirigeix cap a la membrana del RE, on s'uneix amb el complex receptor Get1-Get2. Concretament, interacciona amb la Get2 i forma un complex tancat. La hidròlisi de l’ATP, que porta unida la Get3, permetrà la interacció amb la Get1, que l'orientarà al llarg de la membrana.  No obstant, es pensa que la interacció de la Get3 amb les proteïnes integrals Get1-Get2, pot ser també simultània. A partir d'aquí, la Get3 passa a la forma oberta i allibera la proteïna perquè s'ancori per la cua a la membrana.
Finalment, per tal de tornar a iniciar el cicle de nou, es recicla la Get3. Aquesta expulsa l'ADP que resta de la hidròlisi i es desenganxa del complex Get1-Get2 per tornar al citosol. Allà, torna a agafar un ATP per recuperar l'afinitat per les proteïnes ancorades per la cua.

## Implicacions patològiques
Un mal funcionament del complex GET  en les funcions cel·lulars mediades per les proteïnes TA.
En absència del receptor Get1/Get2, aquestes proteïnes unides a les Get3 no arriben a la membrana del RE, quedant atrapades en grans agregats citosòlics. Aquests agregats podrien interferir en altres processos cel·lulars i causar estrès al RE. Considerant que les proteïnes TA participen en la via secretora i es troben a l'embolcall nuclear, els peroxisomes i els mitocondris, un dèficit d'aquestes pot comprometre el tràfic vesicular, la capacitat apoptòtica de la cèl·lula i el control de qualitat de proteïnes, entre d'altres.
La unió a la Get3 també és un pas decisiu en la via d'inserció. Tenint en compte la seva capacitat de distingir entre les proteïnes de la via secretora i les destinades als mitocondris, la seva absència podria portar a la localització errònia d'aquestes proteïnes. Per aquesta raó, l'eficàcia d'inserció també es veuria compromesa sense el reconeixement per part de la Get3.